# Jarosław Polański
Jarosław Polański (ur. 15 sierpnia 1930, zm. 15 marca 1994) – polski dyrygent, muzykoznawca, pedagog. Absolwent Akademii Muzycznej im. F. Chopina w Warszawie. Organizator i pierwszy dyrygent Chóru Męskiego Żurawli (1972–1983), Młodzieżowego Kameralnego Chóru oraz chóru Tysiąclecie. Zebrał tysiące łemkowskich ludowych pieśni, których setki opracował do śpiewu chóralnego. Popularyzował ukraińską muzykę cerkiewną i ludową, zdobywając międzynarodowe uznanie.